# Krems in Kärnten
Krems in Kärnten ist eine Gemeinde mit 1614 Einwohnern (Stand 1. Jänner 2024) im kärntnerischen Bezirk Spittal an der Drau in Österreich.

## Geographie

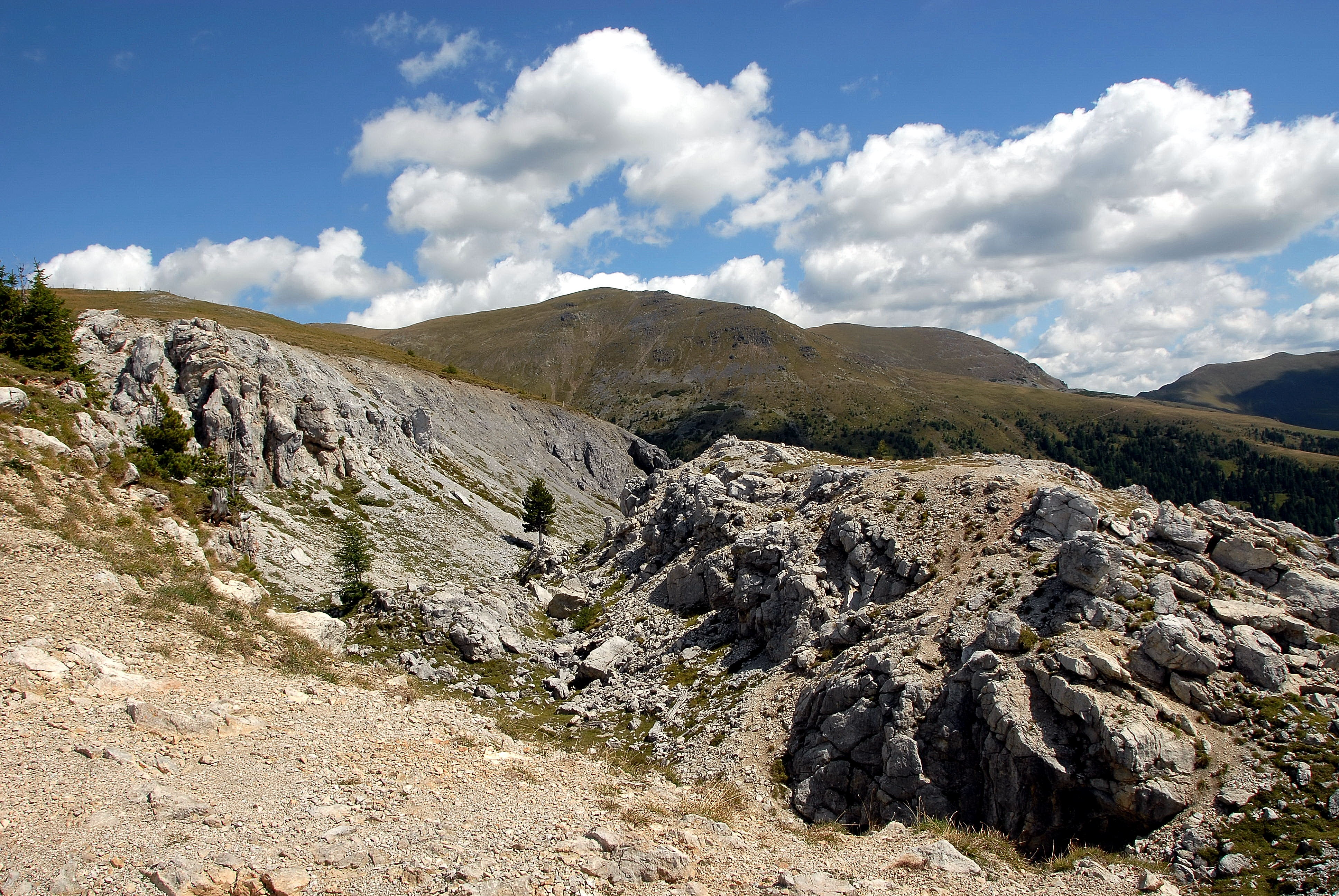
Felsformation (Hauptdolomit) im Biosphärenpark Salzburger Lungau und Kärntner Nockberge

Die Flächengemeinde liegt im Norden Kärntens an der Grenze zu Salzburg und zur Steiermark. Das Gemeindegebiet ist mit 207 km² Fläche das viertgrößte Kärntens, erstreckt sich über das Katsch- und Liesertal und reicht mit dem Kremsgraben (Kremsbach) und dem Leobengraben tief in das Nockgebiet hinein. Ein Teil des Gemeindegebiets liegt im Biosphärenpark Nockberge.
Hauptorte der Gemeinde sind Eisentratten, Innerkrems und Kremsbrücke.

### Gemeindegliederung
Die Gemeinde ist in die sieben Katastralgemeinden Eisentratten, Kremsbrücke, Leoben, Nöring, Puchreit, Reitern und St. Nikolai gegliedert.
Das Gemeindegebiet umfasst folgende 33 Ortschaften (in Klammern Einwohnerzahl Stand 1. Jänner 2024):
- Densdorf (36)
- Eisentratten (313)
- Gamschitz (64)
- Hammerboden (7)
- Heitzelsberg (83)
- Illwitzen (13)
- Innerkrems (79)
- Innernöring (45)
- Kremsbrücke (113)
- Laggen (40)
- Leoben (24)
- Leobengraben (33)
- Lientsch (58)
- Neuhammer (2)
- Oberburgstallberg (30)
- Oberkremsberg (15)
- Pirkeggen (37)
- Pleßnitz (65)
- Pressingberg (70)
- Puchreit (80)
- Purbach (13)
- Rauchenkatsch (2)
- Reitern (41)
- Sonnberg (77)
- St. Nikolai (33)
- Steinwand (15)
- Unterburgstallberg (30)
- Unterkremsberg (34)
- Unterkremsbrücke (4)
- Vorderkrems (49)
- Vordernöring (89)
- Wetschenbach (20)
- Winkl (0)

### Nachbargemeinden
|           | Rennweg                                     | Thomatal (TA)                      |
| Gmünd     | Kompassrose, die auf Nachbargemeinden zeigt | Stadl-Predlitz (MU) Reichenau (FE) |
| Millstatt | Radenthein                                  | Bad Kleinkirchheim                 |

## Geschichte

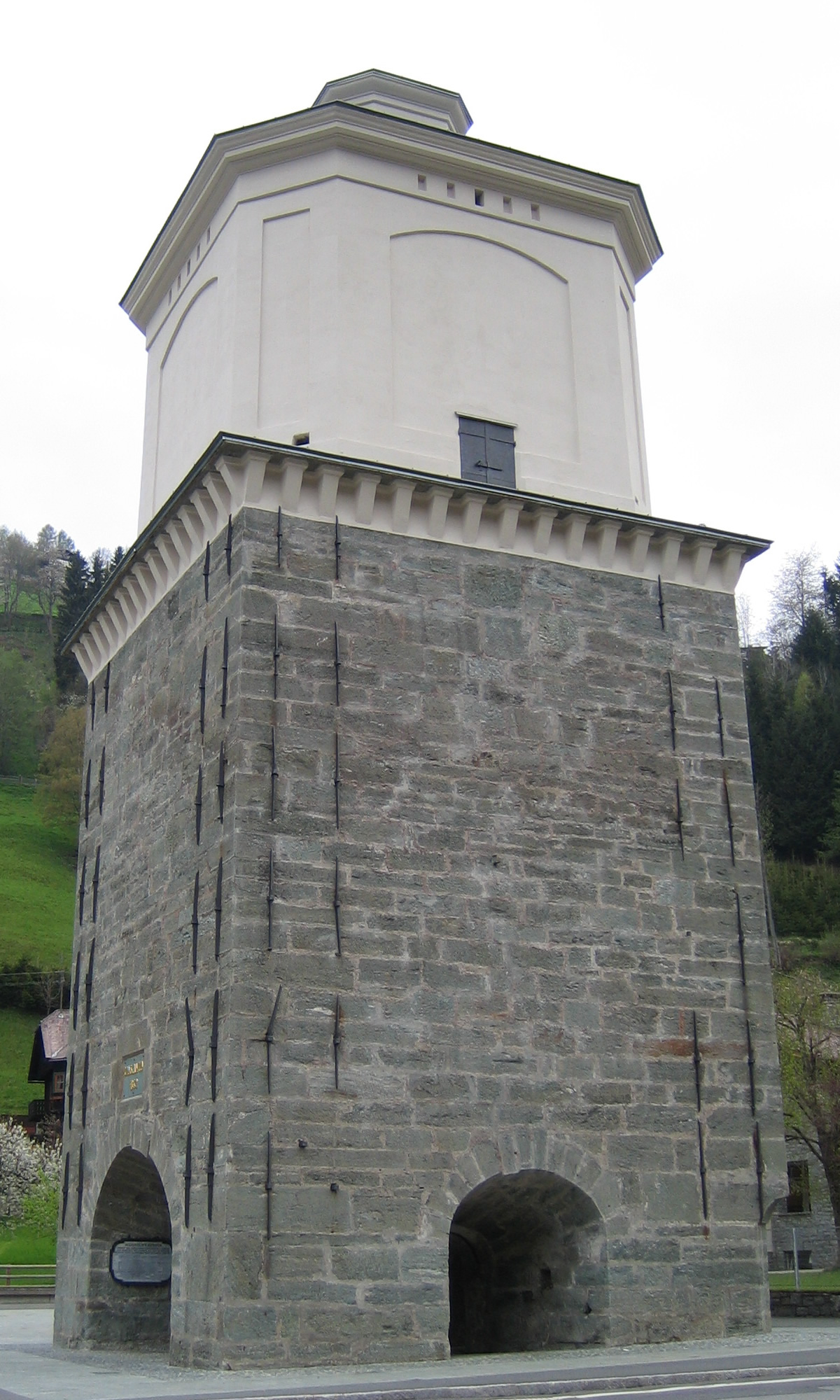
Der ehemalige Hochofen aus 1861 in Eisentratten ist heute das Wahrzeichen der Gemeinde Krems

1197 wurde die erzbischöflich-salzburgische Burg Rauchenkatsch genannt, die sich etwas nördlich von Kremsbrücke befand und 1201 von einem Erdbeben zerstört wurde.
Die älteste Kirche auf dem Gebiet der Gemeinde, „Hl. Nikolaus“ in St. Nikolai, wurde 1351 erstmals erwähnt.
In Innerkrems wurde ab dem 14. Jahrhundert Eisenerz abgebaut. Die älteste Urkunde hierüber stammt aus dem Jahr 1399; in ihr verlieh Erzbischof Gregor V. von Salzburg Paul von Hamersbach seinen „Hammer und Plahütten“. Um 1400 gab es in Eisentratten ein Eisenhammerwerk. In Kremsbrücke wurde im Jahr 1541 der erste österreichische Floßofen errichtet, am 13. August 1566 wurde der erste Hochofen in Eisentratten – durch Jakob Türgg gebaut – in Betrieb genommen. Nach Türgg ist dessen Wohnsitz „Türggenhaus“ benannt, das bis heute erhalten geblieben ist.
Nachdem der Kremser Hochofen im Jahr 1834 aufgelassen worden war, wurde in Eisentratten durch Konstantin Graf zu Lodron-Laterano (1806–1880, jeweils Wien) 1861 ein neuer, 10,64 m hoher Ofen errichtet, der bis zur Einstellung des Eisenerzabbaus in Innerkrems 1883 und nochmals kurz 1890/1891 in Betrieb war. Der stillgelegte Konstantin-Hochofen blieb erhalten und ist heute das Wahrzeichen und die Wappenfigur der Gemeinde.
1872 wurde aus der Stadtgemeinde Gmünd eine selbständige Ortsgemeinde Kremsbrücke abgetrennt. Aus dieser wiederum verselbständigte sich Eisentratten 1902 als eigenständige Gemeinde. Letztere wurde 1958 durch Teile der aufgelösten Gemeinde Puchreit vergrößert. Bei der Gemeindestrukturreform 1973 wurden Kremsbrücke und der größte Teil der Gemeinde Eisentratten zur neuen Gemeinde Krems in Kärnten vereinigt. Die „Krems“ ist ein Seitental des Liesertals, hier wurde im Spätmittelalter mit dem Abbau und der Verhüttung von Eisenerz begonnen.

### Überschwemmung Juli 2024
Am 22. Juli kam es nach längerem Gewitter und lokal 110–130 mm Regenfall zu einem 10–30-jährigen Hochwasser des Kremserbachs. Eine Mure verlegte die Innerkremser Landesstraße L19, ein Stück Straße wurde weggerissen, der Abwasserkanal unterbrochen. Auch die Katschberg Straße (B99) wurde gesperrt. Stromnetz, Festnetz- und Mobiltelefonie wurden unterbrochen, Zivilschutzalarm wurde ausgelöst.

### Staatsbürgerschaft, Religion
Laut Volkszählung 2001 hat Krems in Kärnten 2.157 Einwohner, davon besitzen 96,7 % die österreichische und 1,5 % die deutsche Staatsbürgerschaft. 68,2 % der Bevölkerung bekennen sich zur römisch-katholischen und 28,5 % zur evangelischen Kirche, 1,8 % ist ohne religiöses Bekenntnis.

### Bevölkerungsentwicklung
| Krems in Kärnten: Einwohnerzahlen von 1869 bis 2024 | Krems in Kärnten: Einwohnerzahlen von 1869 bis 2024 | Krems in Kärnten: Einwohnerzahlen von 1869 bis 2024 | Krems in Kärnten: Einwohnerzahlen von 1869 bis 2024 | Krems in Kärnten: Einwohnerzahlen von 1869 bis 2024 |
| --------------------------------------------------- | --------------------------------------------------- | --------------------------------------------------- | --------------------------------------------------- | --------------------------------------------------- |
| Jahr                                                |                                                     |                                                     |                                                     | Einwohner                                           |
| 1869                                                | 1869                                                |                                                     | 2.720                                               | 2.720                                               |
| 1880                                                | 1880                                                |                                                     | 2.683                                               | 2.683                                               |
| 1890                                                | 1890                                                |                                                     | 2.734                                               | 2.734                                               |
| 1900                                                | 1900                                                |                                                     | 2.550                                               | 2.550                                               |
| 1910                                                | 1910                                                |                                                     | 2.433                                               | 2.433                                               |
| 1923                                                | 1923                                                |                                                     | 2.330                                               | 2.330                                               |
| 1934                                                | 1934                                                |                                                     | 2.654                                               | 2.654                                               |
| 1939                                                | 1939                                                |                                                     | 2.433                                               | 2.433                                               |
| 1951                                                | 1951                                                |                                                     | 2.601                                               | 2.601                                               |
| 1961                                                | 1961                                                |                                                     | 2.531                                               | 2.531                                               |
| 1971                                                | 1971                                                |                                                     | 2.507                                               | 2.507                                               |
| 1981                                                | 1981                                                |                                                     | 2.525                                               | 2.525                                               |
| 1991                                                | 1991                                                |                                                     | 2.334                                               | 2.334                                               |
| 2001                                                | 2001                                                |                                                     | 2.157                                               | 2.157                                               |
| 2011                                                | 2011                                                |                                                     | 1.899                                               | 1.899                                               |
| 2021                                                | 2021                                                |                                                     | 1.634                                               | 1.634                                               |
| 2024                                                | 2024                                                |                                                     | 1.614                                               | 1.614                                               |
| Quelle(n): Statistik Austria, Gebietsstand 1.1.2021 |                                                     |                                                     |                                                     |                                                     |

## Kultur und Sehenswürdigkeiten

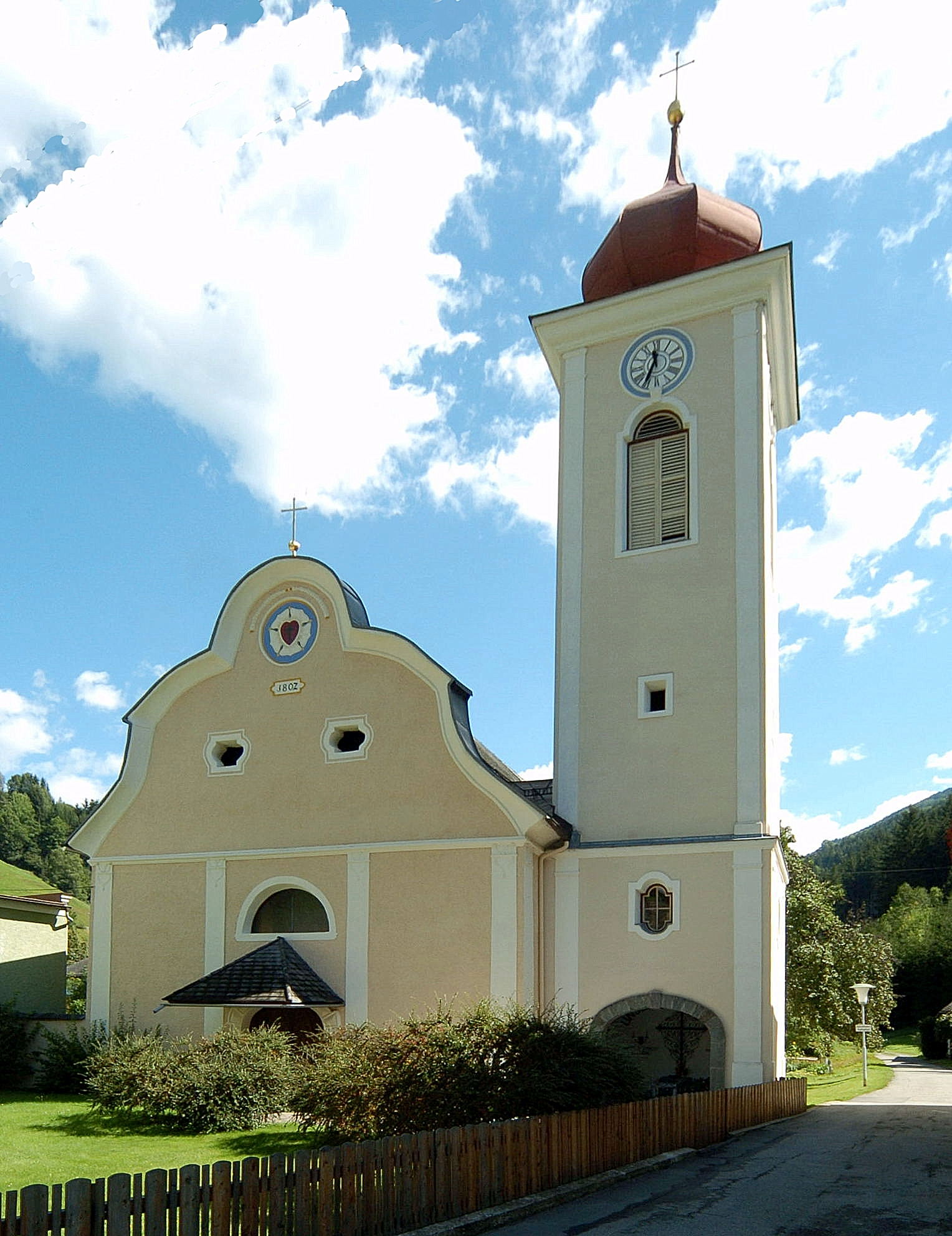
Evangelische Pfarrkirche Eisentratten

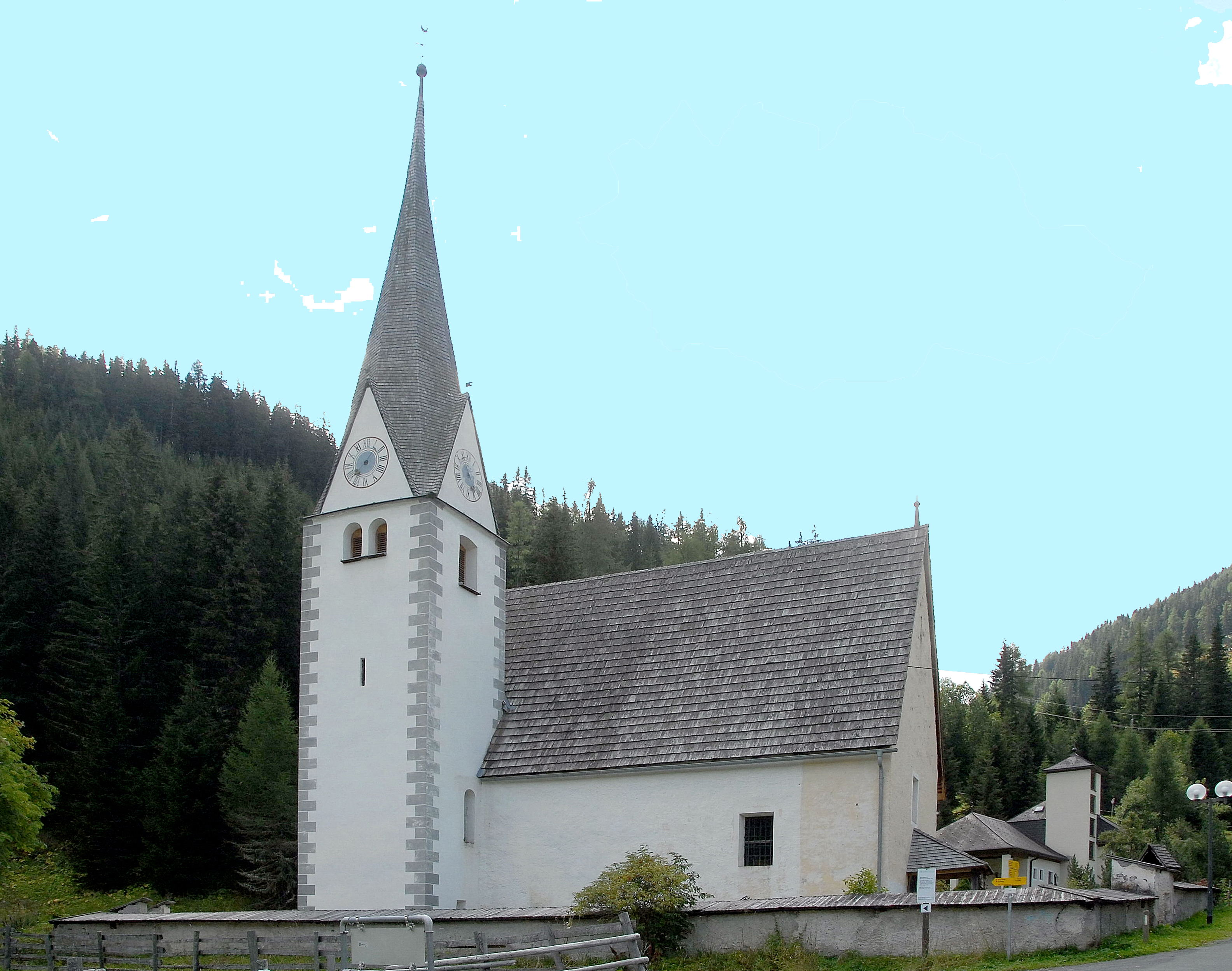
Pfarrkirche Kremsalpe

- Ehemaliger Hochofen in Eisentratten
- Evangelische Pfarrkirche Eisentratten
- Katholische Pfarrkirche Kremsalpe hl. Andreas
- Katholische Pfarrkirche Kremsbrücke Maria Trost
- Katholische Pfarrkirche Leoben in Kärnten hl. Johannes Nepomuk
- Katholische Pfarrkirche Nöring hl. Erasmus
- Biosphärenpark Salzburger Lungau und Kärntner Nockberge mit der Nockalmstraße, dem Karlbad und dem Almwirtschaftsmuseum Zechner-Alm

## Wirtschaft und Infrastruktur

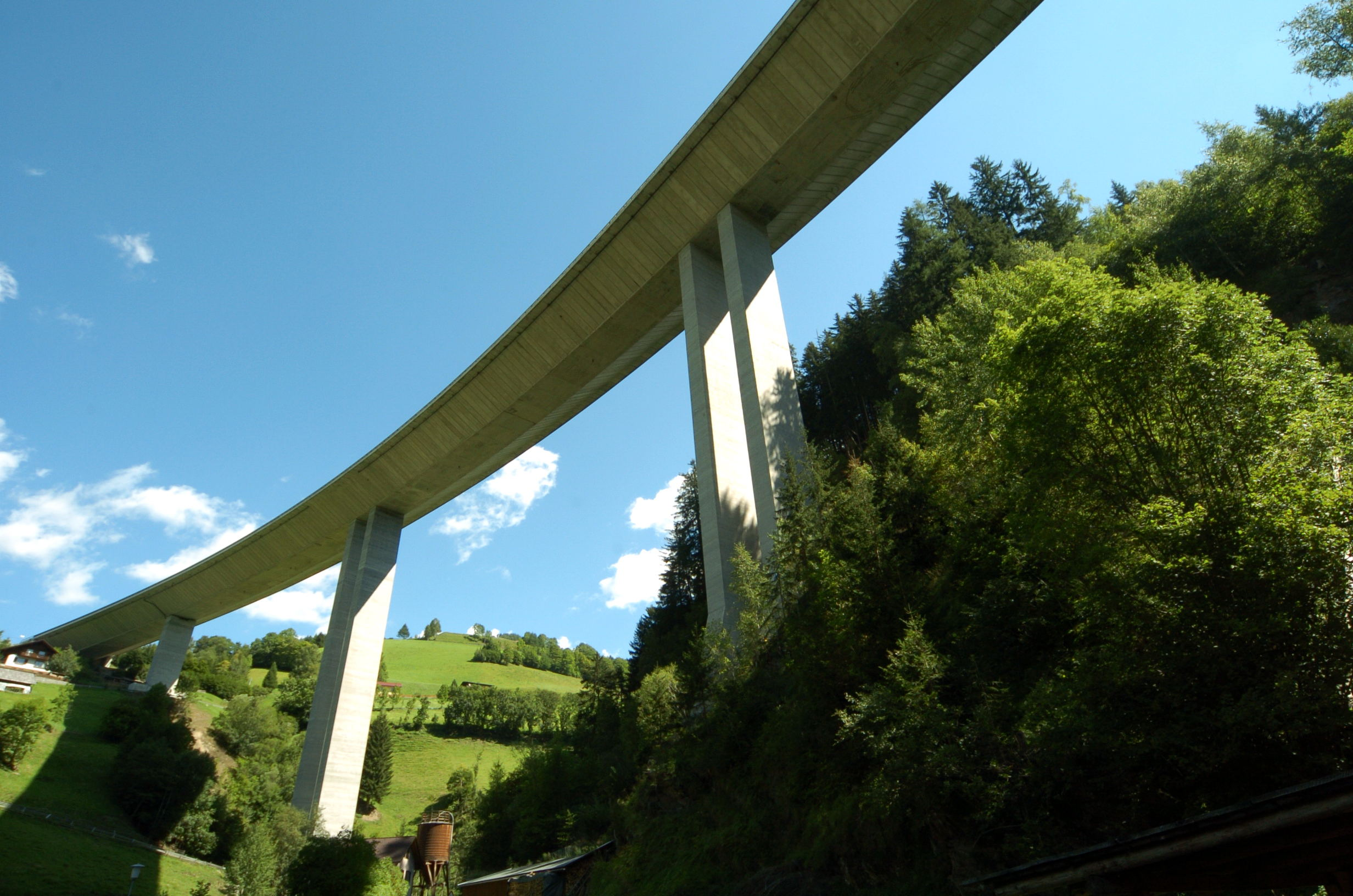
Tauernautobahn-Hangbrücke über Kremsbrücke

### Wirtschaftssektoren
Von den 400 Arbeitsplätzen in der Gemeinde entfallen 150 auf die Landwirtschaft, 50 auf den Produktionssektor und 200 auf Dienstleistungen (Stand 2011).
Die folgende Tabelle zeigt die Entwicklung der Anzahl der Betriebe und der Beschäftigten in den Wirtschaftssektoren:
| Wirtschaftssektor            | Anzahl Betriebe | Anzahl Betriebe | Anzahl Betriebe | Erwerbstätige | Erwerbstätige | Erwerbstätige |
| Wirtschaftssektor            | 2021            | 2011            | 2001            | 2021          | 2011          | 2001          |
| ---------------------------- | --------------- | --------------- | --------------- | ------------- | ------------- | ------------- |
| Land- und Forstwirtschaft 1) | 95              | 230             | 254             | 114           | 147           | 104           |
| Produktion                   | 14              | 13              | 10              | 38            | 51            | 31            |
| Dienstleistung               | 57              | 74              | 81              | 203           | 211           | 281           |

1) Betriebe mit Fläche in den Jahren 2010 und 1999, Arbeitsstätten im Jahr 2021

### Pendler
Im Jahr 2011 wohnten 846 Erwerbstätige in Krems. Davon arbeitete ein Drittel in der Gemeinde, zwei Drittel pendelten aus. Von den Nachbargemeinden kamen 112 Menschen zur Arbeit nach Krems.

### Tourismus
Die Anzahl der Übernachtungen sank von 100.000 im Jahr 2013 auf 50.000 im Jahr 2021, um 2022 wieder auf knapp 70.000 zu steigen. Der Großteil der Gäste kommt in den Sommermonaten Juni bis August.

### Verkehr
Straße: Die Tauern Autobahn verläuft durch den Nordwesten der Gemeinde. Die nächsten Auffahrten sind im Süden bei Gmünd und im Norden bei Rennweg. Parallel dazu führt die Katschberg Straße B99 von Spittal an der Drau nach Salzburg.

## Politik

### Gemeinderat
Der Gemeinderat hat 15 Mitglieder.
- Mit den Gemeinderats- und Bürgermeisterwahlen in Kärnten 2003 hatte der Gemeinderat folgende Verteilung: 7 SPÖ, 7 ÖVP und 5 FPÖ.
- Mit den Gemeinderats- und Bürgermeisterwahlen in Kärnten 2009 hatte der Gemeinderat folgende Verteilung: 8 SPÖ, 6 ÖVP und 5 BZÖ. (19 Mitglieder)
- Mit den Gemeinderats- und Bürgermeisterwahlen in Kärnten 2015 hatte der Gemeinderat folgende Verteilung: 6 SPÖ, 5 ÖVP, 3 Liste Krems und 1 FPÖ.[12]
- Mit den Gemeinderats- und Bürgermeisterwahlen in Kärnten 2021 hat der Gemeinderat folgende Verteilung: 4 SPÖ, 7 ÖVP, 1 Liste Krems und 3 FPÖ.[13]

### Bürgermeister
- 2003–2021 Johann Winkler (SPÖ)[14][15][16]
- seit 2021 Gottfried Kogler (ÖVP)[17]

### Wappen
Als Motiv für das Wappen wählte die neu gebildete Gemeinde das dominierende Industriedenkmal, den Konstantin-Hochofen in Eisentratten. Wappen und Fahne wurden am 30. November 1983 verliehen, die Fahne ist Grün-Weiß mit eingearbeitetem Wappen.

### Partnergemeinde
Die deutsche Gemeinde Poppenricht in Bayern ist Partnergemeinde von Krems.

## Persönlichkeiten

### Söhne und Töchter der Gemeinde
- Johann Hoffmann (1552–1614), österreichischer Benediktiner
- Hanns Gasser (1817–1868), Bildhauer und Maler
- Karl Bauer (1834–1895), evangelischer Pfarrer und Politiker
- Daniel Kotz (1852–1906), österreichischer Postmeister, Hotelier und Politiker
- Josef Mölschl (1929–2019), Politiker (ÖVP) und Lehrer
- Maria Steurer (1892–1979), Schriftstellerin

### Mit der Gemeinde verbundene Persönlichkeiten
- Hansjörg Lein (* 1953), evangelisch-lutherischer Pfarrer und Superintendent
- Otmar Striedinger (* 1991), Skirennläufer